# 안보현

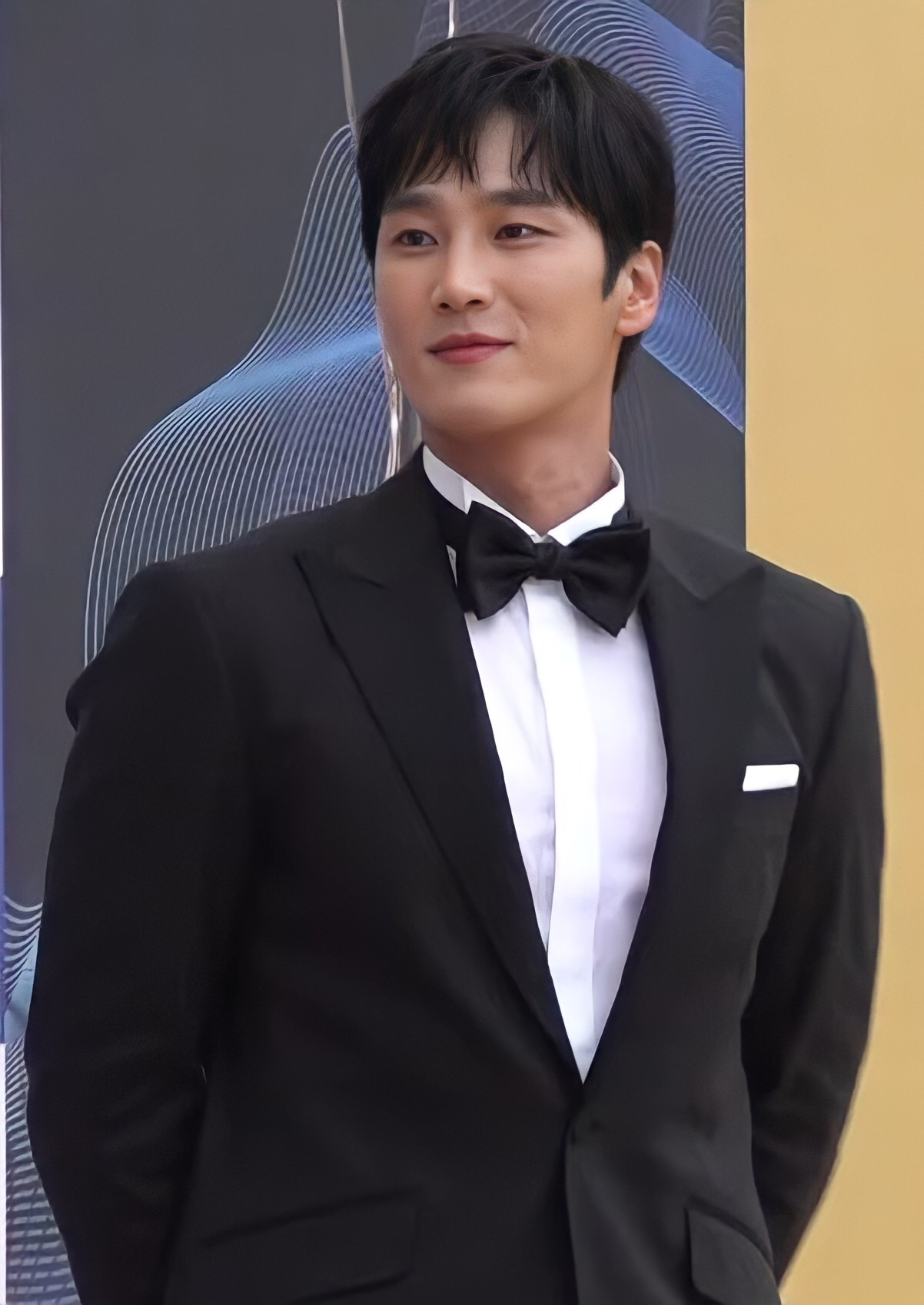
2022년 7월 안보현

안보현(1988년 5월 16일~)은 대한민국의 배우, 모델이다.

## 학력
- 중현초등학교 (졸업)
- 부산체육중학교 복싱전공 (졸업)
- 부산체육고등학교 복싱전공 (졸업)
- 대경대학교 모델과 전문학사 (졸업)

## 출연작

### 드라마
- 2014년 KBS2 수목드라마 《골든크로스》
- 2014년 KBS2 일일드라마 《뻐꾸기 둥지》[2]
- 2014년 tvN 수목드라마 《마이 시크릿 호텔》
- 2015년 MBC 일일드라마 《최고의 연인》[3] - 이봉길 역
- 2016년 KBS2 수목드라마 《태양의 후예》 - 임광남 역
- 2016년 웹드라마 《아이언레이디》 - 차강우 역
- 2016년 웹드라마 《마이런웨이》
- 2017년 MBC 월화드라마 《역적 : 백성을 훔친 도적》 - 대전 내관 역
- 2017년 SBS 플러스 《수요일 오후 3시 30분》 - 백승규 역
- 2017년 웹드라마 《마이 온리 러브송》 - 무명 역
- 2017년 MBC 일일드라마 《별별 며느리》[4] - 서준영 / 제임스 서 역
- 2017년 KBS2 월화드라마 《란제리 소녀시대》
- 2018년 MBC 토요드라마 《숨바꼭질》 - 백도훈 역
- 2018년 웹드라마 《독고 리와인드》 - 표태진 역
- 2019년 tvN 단막극 《드라마 스테이지 - 반야》 - 승봉 역
- 2019년 후난위성텔레비전 중국드라마 《봉신연의》 - 호위무사 역
- 2019년 tvN 수목드라마 《그녀의 사생활》 - 남은기 역
- 2020년 JTBC 금토드라마 《이태원 클라쓰》 - 장근원 역
- 2020년 MBC 월화드라마 《카이로스》 - 서도균 역
- 2021년 tvN 금토드라마 《유미의 세포들》 - 구웅 역
- 2021년 넷플릭스 드라마 《마이 네임》 - 전필도 역
- 2022년 tvN 월화드라마 《군검사 도베르만》 - 도배만 역
- 2022년 티빙 《유미의 세포들 시즌2》 - 구웅 역 (특별출연)
- 2022년 tvN 수목드라마 《아다마스》 - 권민조 역 (특별출연)
- 2022년 웹드라마 《언제라도 돌아올 수 있는 곳》 (일본 드라마)
- 2023년 tvN 토일드라마 《이번 생도 잘 부탁해》 - 문서하 역
- 2024년 SBS 금토드라마 《재벌X형사》- 진이수 역
- 2025년 MBC 금토드라마 《해시의 신루》 - 이향 역
- 미정 JTBC 《신의구슬》

### 영화
- 2016년 《히야》 - 이진상 역
- 2019년 《막다른 골목의 추억》 - 태규 역
- 2023년 《노량: 죽음의 바다》 - 이회 역
- 2024년 《베테랑 2》[5] - 민강훈 역 (인간말종 2. 본작의 서브 빌런이자 중간 보스)
- 2025년 《악마가 이사왔다》 - 이길구 역

### 방송
- 2016년 tvN 《연극이 끝나고 난 뒤》
- 2020년 MBC 《나 혼자 산다》 - 게스트(2020년 3월 28일, 2020년 4월 4일, 2020년 5월 15일, 339회 ~ 341회, 345회 출연)
- 2020년 SBS 《런닝맨》 - 게스트(2020년 4월 12일 출연)
- 2020년 SBS 《백종원의 골목식당》 - 게스트(2020년 4월 22일, 4월 29일 출연)
- 2020년 JTBC 《아는 형님》 - 게스트(2020년 5월 30일 출연)
- 2021년 tvN 《식스센스 2》 - 게스트(2021년 9월 24일 출연)
- 2022년 tvN 《백패커》 - 고정출연
- 2024년 5월 14일 《틈만 나면,》 - 4회

## 수상 및 후보
| 연도 | 시상식                         | 부문                                       | 작품                    | 결과 |
| ---- | ------------------------------ | ------------------------------------------ | ----------------------- | ---- |
| 2020 | 제56회 백상예술대상            | TV부문 남자 신인연기상                     | 이태원 클라쓰           | 후보 |
| 2020 | 제5회 아시아 아티스트 어워즈   | AAA 베스트 초이스상                        | 이태원 클라쓰           | 수상 |
| 2020 | 제5회 아시아 아티스트 어워즈   | AAA 이모티브상                             | 이태원 클라쓰           | 수상 |
| 2020 | MBC 연기대상                   | 월화 미니·단막부문 남자 우수연기상         | 카이로스                | 후보 |
| 2020 | MBC 연기대상                   | 남자 신인연기상                            | 카이로스                | 수상 |
| 2021 | 대한민국 퍼스트 브랜드 대상    | 남자 배우부문 라이징 스타상                | 빈칸                    | 수상 |
| 2021 | 제7회 아시아태평양 스타 어워즈 | 남자 신인연기상                            | 이태원 클라쓰           | 후보 |
| 2022 | 제8회 에이판 스타 어워즈       | OTT부문 남자 우수연기상                    | 유미의 세포들, 마이네임 | 수상 |
| 2024 | SBS 연기대상                   | 대상                                       | 재벌X형사               | 후보 |
| 2024 | SBS 연기대상                   | 미니시리즈 장르·액션부문 남자 최우수연기상 | 재벌X형사               | 수상 |
| 2024 | SBS 연기대상                   | 미니시리즈 장르·액션부문 남자 우수연기상   | 재벌X형사               | 후보 |
| 2024 | SBS 연기대상                   | 베스트 커플상 with 박지현)                 | 재벌X형사               | 후보 |
| 2024 | 제9회 아시아 아티스트 어워즈   | 배우 부문 베스트 아티스트상                | 재벌X형사               | 수상 |
| 2024 | 제10회 에이판 스타 어워즈      | 중편드라마부문 남자 우수연기상             | 재벌X형사               | 후보 |